# إيفان هاريس (سياسي)
إيفان هاريس (بالإنجليزية: Evan Harris) هو طبيب وسياسي بريطاني، ولد في 21 أكتوبر 1965 في شفيلد في المملكة المتحدة. حزبياً، نشط في الديمقراطيون الليبراليون. في الانتخابات العامة في المملكة المتحدة 1997 ‏، انتخب عضو البرلمان الثاني والخمسون للمملكة المتحدة عن دائرة أكسفورد الغربية وأبينغدون وقد انضم خلال فترته النيابية ‏ (1 مايو 1997 – 14 مايو 2001)  للكتلة البرلمانية الديمقراطيون الليبراليون وفي الانتخابات العامة في المملكة المتحدة 2001، انتخب عضو برلمان المملكة المتحدة الـ53 عن دائرة أكسفورد الغربية وأبينغدون وقد انضم خلال فترته النيابية ‏ (7 يونيو 2001 – 11 أبريل 2005)  للكتلة البرلمانية الديمقراطيون الليبراليون وفي الانتخابات العامة في المملكة المتحدة 2005، انتخب عضو برلمان المملكة المتحدة الـ54 عن دائرة أكسفورد الغربية وأبينغدون وقد انضم خلال فترته النيابية ‏ (5 مايو 2005 – 12 أبريل 2010)  للكتلة البرلمانية الديمقراطيون الليبراليون.

## وصلات خارجية
- الموقع الرسمي